# Wenzel Faber

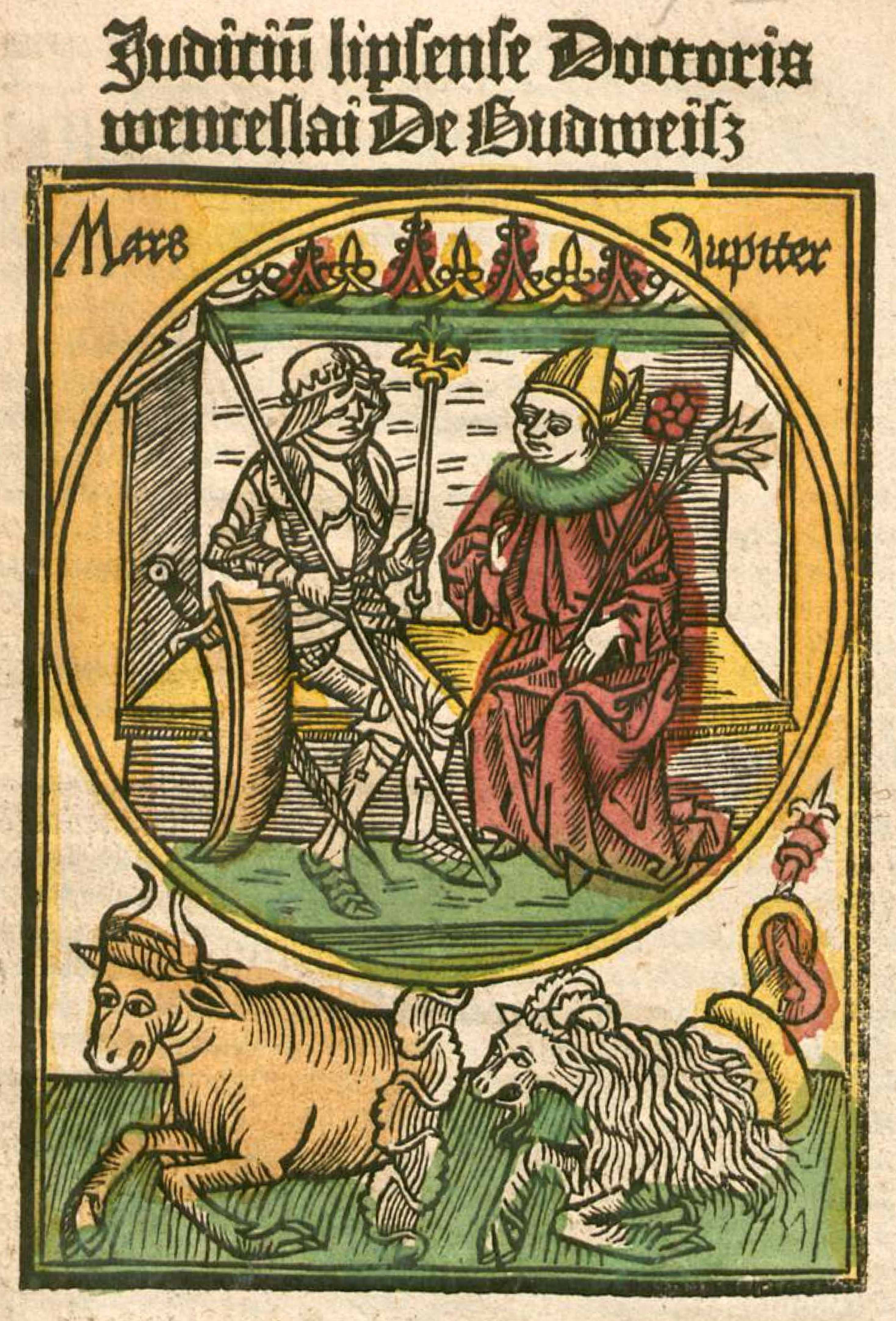
Iudicium Lipsense, ca. 1497/98

Wenzel Faber (* um 1455 in Budweis; † 3. November 1518 ebenda) war ein böhmischer Astronom, Astrologe, Mediziner und Theologe.
Nach einer akademischen Karriere in Leipzig – im Wintersemester 1488 war er Rektor der Universität – wurde er 1499 Stadtarzt in Brüx. Ab 1505 war er Stadtpfarrer in Budweis.
Berühmt wurde Faber durch seine jährlichen astromedizinischen Almanache mit Neu- und Vollmondtafeln.
Der Asteroid (5221) Fabribudweis ist ihm zu Ehren benannt.